# Joaquín Zeballos
Joaquín Zeballos, vollständiger Name Joaquín Zeballos Machado, (* 13. November 1996 in Maldonado) ist ein uruguayischer Fußballspieler.

## Karriere

### Verein
Der 1,77 Meter große Offensivakteur Zeballos, auch unter dem Nachnamen Ceballos geführt, stammt aus Castillos im Departamento Rocha und begann dort mit dem Fußballspielen im baby fútbol. Seit dem 13. Lebensjahr spielte er sodann für Deportivo Maldonado und durchlief die Nachwuchsmannschaften ab der Septima. Er gehörte seit Januar 2014 dem Kader der von Patricio D’Amico trainierten ersten Mannschaft an. Er bestritt in der Clausura 2014 sieben Zweitligaspiele für den Klub aus Maldonado. Auch in der Spielzeit 2014/15 lief er in 26 Partien der Segunda División auf. Dabei erzielte er sieben Treffer. Während der Saison 2015/16 folgten elf weitere Zweitligaeinsätze (drei Tore); in der Zwischenspielzeit 2016 stand er viermal (kein Tor) in der Liga auf dem Platz. Mitte Februar 2017 verpflichtete ihn der Huracán Football Club, bei dem er bislang (Stand: 24. Juli 2017) 14 Zweitligapartien absolvierte und vier Treffer erzielte.

### Nationalmannschaft
Zeballos wurde im Mai 2014 in die von Fabián Coito betreute uruguayischen U-20-Auswahl berufen.